# سامانه کتابخانه باز
سامانه کتابخانه باز (Openbiblio) یک نرم‌افزار سیستم کتابخانه یکپارچه منبع باز است. این نرم‌افزار به دلیل سادگی، پشتیبانی گسترده از زبان و مستندات خوب در بین کتابخانه‌های کوچک و روستایی در سراسر جهان رواج دارد.